# Dr. Jart+
Dr. Jart+（韓語：닥터자르트；中國大陸作蒂佳婷）是一個韓國保養品品牌。該品牌由企業家李鎮旭於2004年在皮膚科醫生鄭成宰博士的諮詢下創建。該品牌的名稱是「Doctor Joins Art」的縮寫，體現了該品牌「皮膚科與藝術的融合」的定位理念。
Dr. Jart+最暢銷的產品包括Ceramidin和Cicapair系列的保濕霜、「橡膠」面膜和BB霜。該品牌於2011年率先將BB霜引入美國市場。Dr. Jart+的母公司「Have & Be」於2019年被雅詩蘭黛收購。